# 台新彰銀案
彰化銀行經營權問題，俗稱台新彰銀案，為台灣發生於2005年二次金改的金融增資的事件。經歷本土金融風暴，彰化銀行累積許多呆帳，財政部決議以招標發行特別股的方式引進策略投資人救援彰銀，並由台新金控以新台幣365億，溢價114億取得彰銀22.5％股權，成為彰銀單一最大股東，拿下經營權。
第二次政黨輪替後，2014年，馬英九政府的財政部長張盛和宣稱不再支持台新金掌握彰銀經營權，於是和泛公股事業聯手加碼買進彰銀股份，並委託券商徵求委託書，最後讓台新金失去經營權。台新金於失去經營權後向法院提出確認財政部和台新金要約存在之民事官司，2017年5月17日，二審宣判結果出爐，台灣高等法院宣判台新金勝訴，代表財政部應支持台新金取得過半數的彰銀董事席次。2020年8月20日，更一審（二審），高等法院再次宣判台新勝訴，判決財政部應依約支持台新金取得彰銀經營權。
2020年6月18日，彰銀股東會進行改選，台新金取得3席獨董，公股陣營取得4席一般董事、1席自然人董事。 同年8月蘇貞昌首次公開談論彰銀案，並指示要讓台新金不吃虧退場。

## 事件經過

### 背景
為了解決金融機構呆帳比率過高，提高銀行資本充足率，同時鬆綁金融法規，鼓勵金融機構跨業經營，支持金融業合併，以促進金融體系穩定與創新，民進黨政府分別在2001至2003年間與2004至2008年間推動了俗稱「一次金改」與「二次金改」等兩次金融改革方案。
2003年期間，財政部便表示鼓勵合併向來是財政部的政策，政府會加速推動公營銀行民營化，金融機構合併政策，是全方位的，透過金控公司、金融機構整併建構具競爭力的金融集團，包含公營、公民營、民營、國內外金融機構等各類型金融機構的整併，並已列入未來半年到一年的金融業務工作重點。
推動公股金融機構合併一向是政府政策，但由於公營銀行對於金融整併興趣不高，且銀行內部大多有官僚保守主義心態，2004年8月24日，陳水扁總統特別向總統經濟顧問小組關切「國營事業民營化進程落後」的問題，他質疑為何官股金融機構遲遲無法推動合併，徹底民營化也困難重重，他要求相關行政部門在下次會議提出具體改善之道。
隨後，經濟顧問小組在進行幾次會議後便宣布了第二次金改的四大目標，主要是希望能夠將當時12間公股金融機構與國內14間控股公司的數量減半，並促成三家金融機構市占率10%以上等，同時以限時、限量並限對象的方式實施。因此，政府開始加速公股銀行民營化與誘導主要金融機構合併，例如渣打銀行於2006年收購新竹商銀，以及花旗銀行於2007年收購華僑商銀等，都是二次金改的具體成果。而金管會提出如果合併後市場占有率達10％以上者，將提多項優惠，讓公股小組會願意配合提出的業因，推動合併，但依舊需尊重經營階層理念和意願。
在金融機構整合的過程中，公股銀行民營化是相當主要的部分。由於彰化銀行過去為省屬行庫之一，導致經營績效長期不佳，遠低於民間銀行，同時加上呆帳比率過高，成為當時民進黨政府亟欲處理的問題。

### 二次金改期間
2004年底，財政部準備為了改善彰銀呆帳問題發起增資，採用投標方式引進資金。
2005年7月5日，財政部發出一公文函新聞稿，「彰化銀行增資案，財政部同意支持所引進之金融機構取得彰銀經營權。」內文指出彰化銀行辦理現金增資，係以私募14億股特別股，引進策略投資人，其持有股份將佔增資後比例22％，而成為彰化銀行第一大股東，財政部則從22.69％降為17.7％，變為該銀行第二大股東。「財政部並同意支持引進之金融機構取得彰化銀行之經營權，使金融機構確實得以主導彰化銀行之管理經營」。

2005年7月，該新聞稿刊出後，財政部潛在投資人（尤其是淡馬錫公司）對2005年7月5日新聞稿所謂「取得彰銀經營權」有所懷疑。是故，2005年7月20日彰銀再發函，將潛在投資人請求財政部配合事項轉知財政部國庫署核示。依前財政部部長林全所述，所謂「取得彰銀經營權」，是指「取得彰銀董監過半數席次之派任權」，並經行政院金融政策協調會同意後，財政部乃以2005年7月21日函復彰銀，轉告所有投資人，表示財政部同意於系爭增資案完成後，彰銀經營權移由得標投資人主導，並列出配套措施及其後附條件支持仍為最大股東之得標投資人主導彰銀管理經營權等事項。

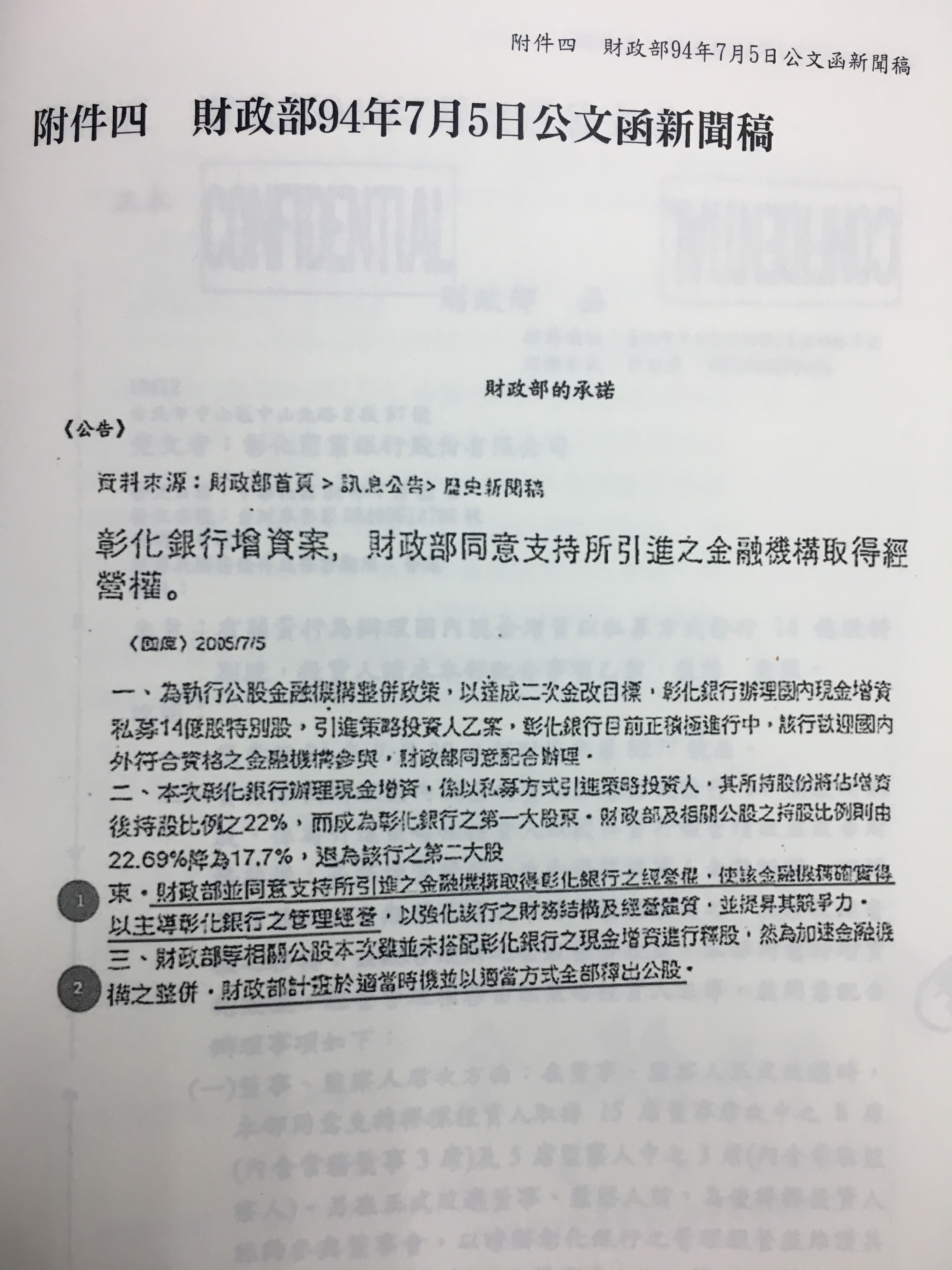
財政部94年7月5日公文函新聞稿

2005年7月22日，台新金以總得標金額新台幣365.68億元（每股26.12元，高於底標17.98元、溢價45%的價格）標下彰銀特別股股權22.55%，一次打消彰銀於2005年底帳面近365億元的巨額呆帳，並成為彰銀最大單一股東。台新得標後大幅改善彰銀財政，且於隔年讓彰銀轉虧為盈，稅後獲利達113.77億元，每股稅後盈餘達 1.79 元，創下90年企業金融風暴以來的新高。此後，台新金控一直推動旗下的台新銀行和彰銀合併。
2005年11月25日，台新取得8席董事、3席監察人，董事會席次過半，彰銀成為台新金子公司。

### 台新經營彰銀期間
2006年10月16日，立院財委會要求停止台新金併彰銀。
2008年1月10日，由於彰銀前董事長張伯欣，以及另一名民股董事陳建志都不願意讓彰銀併入台新，因此趕在11號董事會的前一日連夜請來時任立委的邱毅出面，在10日的半夜12點，將董事席次換上邱毅。而11日上戰場的邱毅，以「總統大選要變天了」、「我是有仇必報之人」兩句話，當場嚇住官股董事與台新金代表，擋下了合併案。
之後邱毅更天天在政論節目上造謠，將台新金渲染成扁家同路人，雖然後來吳東亮以提告來「制止」邱毅「沒有證據的發言」，但吳東亮從此不敢再有與彰銀合併的念頭，也頗令人玩味。

### 官民共治期間
2008年4月29日，台新金在彰銀董事會上提議縮減彰銀董監席次。彰銀工會則表達反對立場。
官股則表達嚴重的不滿，官股認為特別股並無提案權，將透過經濟部解釋。彰銀民股代表邱毅表達反對，即便經濟部認為適法性，民股也可以訴請司法機關裁判。
2008年5月9日，經濟部做出解釋，認定根據公司法第172條之一規定，只要持股超過1％的股東，不論普通股和特別股均有提案權，故台新金的提案並無違法。
2008年5月13日，中國國民黨立委廖正井質詢代理財政部長李瑞倉，對於不管特別股和普通股皆有提案權，財政部的官股立場為何？李瑞倉指出，他是從報紙上得知此事，財政部的立場是依法辦理及保護國庫利益。
2008年11月21日，彰銀縮減董監席次，台新取得5席、財政部4席，正式進入官民共治的時代。

### 財政部爭奪經營權
2011年4月11日，財政部首次公開表態，將在適當時機拿回彰銀經營權。2013年3月20日，台新金提案要求將台新併入彰銀，但遭財政部拒絕。2014年10月21日，彰銀董事會決議更改席次為6董事3獨立董事。
2014年12月8日，財政部加碼泛公股並蒐羅小股東支持，於股東臨時會改選董事時，在6個一般董事、3個獨立董事席次中各取得4席與2席，重新取得彰化銀行經營權，台新金失去彰化銀行經營權，遭受龐大損失

## 訴訟過程

### 一審期間
2014年由於財政部在彰化銀行董事會中一舉拿下6席席次，大勝台新金，由公股拿回彰銀董事長指派權。台新金因喪失彰銀經營權，需要在2014年一次認列轉投資彰銀的鉅額損失，約148億元。為此，台新金財務長林維俊表示：「台新已經被逼到無路可走了，台新金不得不認列148億元損失。」
在2014年12月９日下午，台新金針對失去經營權提起民事訴訟，向財政部請求賠償。台新金對本訴訟案提出「先位訴之聲明」與「備位聲明」：「先位聲明」是要求財政部回復原狀，也就是恢復台新金對彰銀的經營權；若財政部無法返還原狀，「備位聲明」則要求財政部賠償150億元。台新金針對彰銀案採取民事訴訟、聲請假處分以及監察院陳情方式陳情三面向來進行。今年以來已開過三次準備庭，雙方在10月28日首次召開言辭辯論庭，審判長當時在庭後即宣布將在11月25日宣判。
假處分部分，最高法院裁定發回高等法院重新審理，由於最高法院指出，「考量實際需要及保全必要性，應可准許」，台新金內部偏向樂觀。
監察院陳情部分，監察院已在10月7日通過調查報告，指出財政部未考量施政連貫性與一致性，請財政部檢討。
2014年12月11日上午，台新金前往監察院向監委陳情，控訴財政部失職違反2005年標售彰銀的公文，造成台新金與股東重大損失，要求監察院進行調查。
2015年10月下旬，臺北地方法院首次召開民事辯論庭，台新金與財政部雙方透過委任律師進行攻防，並裁定2015年11月25日做出一審宣判。
2015年11月24日，原訂一審宣判日前一天，臺北地方法院臨時通知雙方還要在12月23日再召開一次辯論庭，以釐清爭點為何。同時台新金在宣判前追加喪失經營權損害求償金額，從100億大增到165.58億元，合議庭裁定除原訴訟費6722萬外，得再補繳4382萬元，另也得調查台新金主張多出來的65億元損失原因，遂改期昨再開庭辯論。因此將原本宣判日延期，預計宣判日期會是2016年總統大選之後。有媒體臆測，延期原因是因為考量2016總統大選將近，為了避免敏感影響選舉結果而延期宣判。對此，財政部也發出新聞稿表示，財政部深信臺北地方法院一定會充分、客觀斟酌各項證據，秉公執法，做出公正判決。之後臺北地方法院裁定於2016年1月27日上午11點宣判。
後臺北地方法院將一審判決延至2016年1月27日上午11點宣判，但承審法官黃明發認為，就契約關係，針對兩造對於委託書表決權仍有疑義，因此合議庭當庭裁定決定擇期再開辯論庭，並附帶要求台新金收到裁定書五日內具狀說明爭點。
合議庭要求說明的爭點包括：台新金主張與財政部2005年的契約關係，財政部是否只需負責以「自己」的表決權，支持台新金指定當選董事的義務？財政部在2014年蒐購委託書取得股東會的表決權，是否必須「全部」用來支持台新金？彰銀2014年12月8日改選董事，如將財政部「自己」的表決權計入台新金指定董事的得票數，台新金可取得多少席次的董事？
一審法院判決兩度難產，2月下旬及3月23日再度召開辯論庭，釐清法官所提出的五大疑點。最後臺北地方法院於辯論庭結束後，裁定一審判決將於2016年4月27日上午11時宣判。
2016年4月27日，臺北地方法院歷經二度再開辯論庭，二度延期判決後終於宣判一審結果。判決台新金部分勝訴，財政部應遵守當年「入股即主導經營權」的契約，既不得妨礙台新金取回經營權。確認當年財政部承諾台新入主彰銀的契約成立，但僅有「一次性」效力，財政部也在當年政黨輪替前台新金第21屆股東會協助台新金取得彰銀過半董事席次，履行契約完畢。不過針對台新金仍是彰銀最大股東期間，財政部不得妨礙台新金取得彰銀過半董事席次的契約內容依然有效，財政部仍然必須遵守。
但針對台新金備位要求失去彰銀經營權的165億與改派董事席次，法官認為台新金擁有的彰銀股權控制實力僅有40％，本來就無法過半，便無法說是取得過半董事席次和財政徵求委託書無關。因台新金因此判財政部免於賠償，也不用改派3席台新金的董事。
臺北地院表示，財政部不得妨礙台新金指派法人取得彰銀股東席次，但台新金要取回彰銀經營權，仍要依據自己實力，至於目前彰銀董事結構不會因此判決而改變，台新金暫拿不回經營權，要在2017年的下次改選才有機會。
判決出來後，張盛和認為有贏有輸，但認為財政部僅需負擔八分之一的訴訟費用，台新金則負擔八分之七來看，認定應該是財政部贏比較多。至於下一屆董監事改選，他認為他屆時已不在位置上，不適合為未來的財政部發言。

### 二審期間
一審判決後，雙方均決定上訴，由於上訴判決可能會和彰銀董監事改選重疊，因此此判決也被雙方視為是改選的前哨戰。
2017年1月16日，台新金召開記者會表示，董事會決議向高等法院撤回「改派三席董事為台新推薦人」與「賠償第二十四屆經營權」，但保留「確認彰銀經營權」之訴訟，並表示希望可以加快二審宣判時程，於六月改選之前宣判二審結果。台新金表示訴訟的法律關係無法確認，對於公司權益和營運都有影響，但為了維護合法權益，不得不對財政部提起訴訟。但提到「與政府對簿公堂，耗費雙方資源，非本公司所願。」財政部則在晚間發表聲明表表示尊重，但提出關鍵之「確認契約關係存在」部分，台新金未撤回，故財政部也會就此上訴。
2017年3月8日，台新金財務長於台新金法人說明會上表示，3月16日將結束準備庭並進入言詞辯論，外界推估進入辯論庭之後訴訟進度可望加速，有機會在6月16日彰銀股東常會前宣判。外界認為，若判決結果對台新金有利，則大有機會讓台新金奪回經營權。
2017年4月26日，法院舉行二審言詞辯論庭，審判長宣判二審將在2017年5月17日上午11時進行宣判，此一判決結果關係著台新金是否能在彰銀經營權一案中拿回彰銀經營權。
2017年5月17日，臺灣高等法院民事二審判決結果出爐，法院判決「在財政部對彰銀持股未出售前、且台新金控仍為彰銀最大股東期間，財政部應支持台新金控指派之代表人當選彰銀全體董事席次過半數之普董席次。」高院也在新聞稿中表示，94年的新聞稿與函具有民法上懸賞廣告的要約意思表示，自然應以私法思維評價；且若非契約，則為何財政部要在97年與100年和台新金進行協議，財政部不可能為此去冒險違法圖利台新金，必然是為了遵守契約而成的行為。另外，法院也認為，財政部在契約成立履行9年後才抗辯契約乃無效表決權拘束契約，實則違反誠信原則，並造成政府失信於民的惡例，自不可取。
判決結果出爐後，台新金財務長林維俊表示台新金「大獲全勝」，並感謝高院還給台新金一個公道。同時，財政部則表示會一定會上訴，且按照立法院決議「公股不能支持民股」，認定根本無法遵照法判決執行，一定會按照原有步驟爭取彰銀經營權。

### 彰銀董監事改選
2017年2月新聞報導，彰銀將在2017年6月16日舉辦股東會和第25屆董監事改選，此次改選是財政部拿回經營權後的第二次改選，同時也是第一次在確認契約關係存在訴訟期間的改選。法人認為從雙方的持股比例來看，財政部領導的公股陣營應該也有很大的機會取得過半席次掌握經營權。同時，從第三大股東龍巖參與提名與持股股權來看，龍巖應可預期拿下一席董事，一般市場看法認為若在龍巖取得一席普董的狀況下，公股可拿下三席普董，二席獨董，台新金則為兩席普董，一席獨董。
2017年5月30日，《工商時報》記者朱漢崙報導，高等法院的判決使得泛公股陣營展現「空前大團結」，已經拿下近13％的委託書，若加上財政部、公股行庫等原本持有的股權來看，已經掌握近4成的股權支持，至少應可取得3席普董、2席獨董。
2017年5月31日，《壹週刊》報導，財政部有自信喊出台新金不可能取得過半席次的理由是，財政部已經有五大行庫，包含合庫、華南銀、第一銀、台企銀、兆豐金控和彰銀工會共同出面做徵求人，以「守護全民資產」作為強力號召，且記者會前一天，財政部內部已獲得泛公股回報「徵求數已達標」，所以把「持股賣給其他公股銀行」原本的可能作為，挪作為另外的備案。財政部的徵求通路也比起台新金多出許多，包含括元大、康和、宏遠、玉山、大慶、福邦、日盛、永豐金、群益金鼎、長龍及全通，和公股金控下的券商。台新金僅有元富、國票、新光、統一、大昌等券商，和通路業者聯州徵求委託書，比對財政部大動作，顯得較為不夠積極，仍把主要心力放在法律的攻防上。

### 更一審（二審）
2020年8月20日，高等法院更一審宣判，財政部應依約支持台新金取得4席普通董事席次以取得彰銀經營權。高等法院認為在彰銀面臨逾放比率過高引發財務危機，台新金與財政部簽約挹注資金後，彰銀淨值從2004年的748億元增加至2014年的1,192億元，逾放總額由692億元降為28億元，逾放比由7.77%降為0.22%，對小股東並無不利；雙方契約協議的董監事分配席次，也與財政部持股比例12.19%、台新金控的22.55%相同，符合股權實力與比例原則，表決權行使並未與股份所有權分離。

## 國際仲裁
2016年7月19日，投資台新金的新加坡法人Surfeit主張財政部於2014年取得彰銀經營權，損害台新金股東權益為由，依照「台星經濟夥伴協定」（ASTEP）提出國際仲裁，要求財政部返還彰銀經營權。這是該協定逾2014年生效後第一個投資爭端仲裁案。依ASTEP啟動爭端解決程序，以書面通知經濟部請求協商，要求台灣政府應「立即停止彰銀經營權」及「履行2005年承諾事項，支持並協助台新金取得彰銀之完整經營權」。

## 事件關係人
| 單位     | 時任職位             | 姓名   | 備註 | 現職                                   |
| -------- | -------------------- | ------ | --- | -------------------------------------- |
| 財政部   | 部長                 | 張盛和 | 在2014年彰銀案中扮演主導與策劃的關鍵角色。2015年被網路票選為2014年10大惡人榜首，張盛和說：「我做了那麼多財政健全方案、101經營權、彰銀改選贏了，都是好事，難道有哪1件是對社會不好的嗎？」曾表示年輕人想買房，只要不是想買帝寶就買得起。 | 東吳大學會計系教授                     |
| 財政部   | 政務次長             | 吳當傑 | 林全擔任財政部長時的主任秘書，後來出任金管會證期局局長、副主委，之後升任財政部政次。退休後若要轉民營行庫就有3年的「旋轉門條款」限制，而他要到2016年的9月才正式解禁，2016年9月果真如預期出任華南金董事長。 在彰銀董事會改選時，與財政部長張盛和都屬於強勢的主戰派，找來打經營戰經驗豐富的律師梁懷信擔任配票操盤手，並利用人際關係找元大證券徵求委託書，元大再找15家券商付委託，全國總共617個據點收委託書。 | 華南金控董事長                         |
| 財政部   | 常務次長             | 許虞哲 | 與林全是政大財政研究所同學，曾先後在台北市政府與財政部任職。廖文權案的廖文權曾找國民黨立委林郁方協調北區國稅局，當時的局長為許虞哲。 | 財政部部長                             |
| 財政部   | 國庫署署長           | 凌忠嫄 | 與林全相識已久，林全曾希望能夠借調凌忠嫄。是財政部裡反應靈敏與邏輯清晰的大將，在財政部與彰銀大股東台新金攻防戰中，現場督軍調度配票事宜。2016年9月中救火接任土銀董事長，原輸出銀總經理林水永升任理事主席。 | 土地銀行董事長                         |
| 財政部   | 法制處處長           | 彭英偉 | 是財長張盛和非常倚重的法務專家。原為兆豐金官派董事，2014年特別辭任轉戰彰銀，為將來兆豐金「公公併」彰銀埋下伏筆。 | 財政部主任秘書                         |
| 財政部   | 中區國稅局局長       | 阮清華 | 由於參與彰銀改選過程，對公股金控、銀行有一定了解，也有法律專業，由張盛和提拔出任國庫署長。身為官股代表以彰銀監察人身分，分別在2014年5月、10月向三度向股務代理凱基證券索取股東名冊。 | 國庫署署長                             |
| 台新銀行 | 董事長               | 吳東亮 | 新光集團核心人物之一，現為台新金控董事長。2005年主導台新金入主彰銀，打消彰銀千億元的呆帳，開啟了台新併彰銀的過程。但在台灣發生雙卡風暴之後台新金受重挫，同時彰銀董事長張伯欣與工會也強烈反對合併，導致合併案難以推動。國民黨政府上任後，更在2014年彰銀董事會上讓財政部大獲全勝。 | 台新金控董事長                         |
| 彰化銀行 | 董事長               | 張明道 | 第一份工作就在彰化銀行，2014年彰銀經營權之爭落幕後擔任董事長，是彰銀9年來第一位官派董座。 對台新金在彰銀的董事和前董事長陳淮舟等人的進逼有三招：動用訴訟程序取得變更董事名單的先機；拒不公告獨董的反對意見，以掩飾爭鬥；違背公司治理原則，以直接命令更換股務代理，針對特定券商分別論功行賞、秋後算帳。 | 彰化銀行董事長                         |
| 其它     | 財政部委任律師       | 梁懷信 | 曾是金融監督管理委員會證券期貨局的公務員，早期擔任台鹽民股指派的監察人，曾受美國華盛頓大學之邀請研究「金融現代化法案」經歷過多次上市公司經營權爭霸戰，例如在遠東航空、中石化經營權之爭、開發金併金鼎、中石化經營權。台北101、高鐵都找梁懷信出馬，接招百仕通集團買股、高鐵減增資官民之爭等相關問題；公平會駁回日月光合併矽品，讓日月光不得不出新招，最重要的幕後靈魂人物也是他；2016年在長榮經營權之爭幫助張國煒。在2014年彰銀經營權案，獲得財政部委任為律師，也是這次公股推派的彰銀董事，財政部能在該案中幾乎將原「公司派」台新金控掃地出門，梁懷信的幕後操盤角色極為關鍵。 | 鉅業國際法律事務所負責人               |
| 其它     | 《天下雜誌》資深撰述 | 刁曼蓬 | 代表作品為《公營事業落入財團私囊》，系列報導獲「財團法人吳舜文新聞獎助基金會」第十屆雜誌新聞報導獎。專門為公股銀行董事撰寫文章，其中以關於張明道的最多，有不下5篇的專題報導。 | 東海大學東亞社會經濟研究中心兼任研究員 |
| 其它     | 《工商時報》記者     | 朱漢崙 | 工商時報記者，長期關注台新彰銀案進展，有不少針對此案的報導，且大多數消息主要來自財政部和不具名公股人士。 | 《工商時報》金融理財新聞中心撰述委員   |

## 各方態度

### 財政部
財政部表示，之所以會介入改選之戰，主要是因為身為公股行庫的彰銀，應該官民共治、不應淪至財團之手，且當初的書面合約也不包含合併事項。控訴台新金訴諸媒體散播不實言論，因此才出面爭取改選。
對於台新金表示彰銀案也是轉型正義的一部份，財政部表示，轉型正義是民主國家對於過去時期的違法與不正義所做的彌補，和彰銀案無關。至於台新金和財政部是否有契約關係，財政部一如過去的態度表示，該新聞稿不能算是要約，僅是政策說明，無從與任何人構成任何契約關係，這方面靜待司法判決認定。
2017年5月25日，蔡英文政府的財政部長許虞哲在財政部端午節媒體茶敘上，感謝風傳媒主筆呂紹煒的專欄「彰銀案二審判決，算不算恐龍法官的荒唐見解」，並引述相關內文質疑高院判決見解傷害公股背後的全民利益，並強調一定會上訴到最高法院。進一步表示，立法院曾經做出決議要求行政機關不得支持非公股，故就算二審敗訴，但財政部依然會爭取公股在董事會的應有席次，對委託書徵求絕對不怯戰。國庫署長阮清華也表示，法院判決並不符合比例原則，2成股權拿83％董事席次非常不合理。

### 台新金控
台新方認為財政部利用徵求委託書的方式來搶奪經營權是嚴重違反法律的行為。台新方的律師陳彥希表示在民主國家中，財政部與政府的角色應該是主導國家財經政策，而非進入市場與民爭利。財政部本身沒有經營好銀行的能力，所以9年前才透過招標方式找有能力的銀行來經營，9年之後台新經營成功，財政部怎能又要回去呢？令人百思不得其解。
陳彥希說：「9年前財政部公開招標，給投標人承諾，讓最大投標者取得彰銀經營權，後來財政部連續3屆，似乎也承認契約，確實讓台新金取得經營權，但為何財政部在今年突然違反當時承諾，把經營權搶奪回去呢？他們不理解財政部背後真正的原因。」
陳彥希批評：「財政部到底是國家財政規畫執行者，還是可以和一般股東一樣在市場上牟利呢？根據《財政部組織法》、《憲法》等，他們沒有找到任何條文有授權財政部，可以搶奪民間經營權，所以請監察院依法調查。」
台新金總經理饒世湛表示：『如果公函中，財政部承諾的「本次」改選僅限於標售持股後的第1次，但後來2次財政部也都與台新金協商，等於是兩套標準，時任財政部長的李述德有瀆職之嫌。』
台新金董事長吳東亮在12月13日也首度公開討論彰銀案，他表示：『彰銀在2005年發生很嚴重的危機，幾乎快破產，是台新金參與股權公開招標，並且注資365億元解救彰銀，使彰銀財務變好，體質恢復正常，從這點來說當時台新金對國家社會和股東都有很大的貢獻，不能被抹滅。
更進一步提到如果當年是外商淡馬錫得標，今天還會有彰銀嗎？』至於148億元的認列鉅額損失，他對員工和股東表示：「不會對員工的年終獎金造成影響，同時2014年台新金並不會出現赤字。」
2017年3月8日，台新金舉辦法說會強調彰銀案是前政府毀諾背信的錯誤決策，新政府應該將本案列為轉型正義的案件之一，回歸合約精神並且確實履約，還給台新金一個公道。

### 民進黨政府

#### 2016年政黨輪替前
2015年10月，監察院就台新彰銀案公開調查報告。其中林全回應表示，財政部2005年的公函，確認承諾由得標人取得經營權，乃非屬一次性而是繼續性的承諾，不限於彰銀九十四年之董監改選。並表示如果最後由淡馬錫得標，最後經營權卻易主，則一定會打國際官司。同時，表示財政部不會利用公股釋出，創造出另外一個大股東，反過來和得標人搶奪經營權，這樣承諾也是釐清當時的投標人淡馬錫的疑慮。

#### 2016年政黨輪替後
2016年12月23日，行政院長林全就新政府上任後首次對台新彰銀案表態，他認為很多人誤解了財政部捍衛公股的意思。台新彰銀案是經營權之爭，不管誰拿到經營權都沒有合併的問題。第二是公股要不要爭取經營權，還有如何爭取。林全進一步表態為了尊重前政府的作法，公股會在爭訟結束前，不改變原先的政策立場，會爭取經營權。
但是有人批評過去政府官員直接介入、打電話，以查稅的方式威脅民間給政府一定比例的委託書，民間詬病嚴重，所以會要求公權力不能介入經營權之爭，但不代表公股不能徵求委託書，要依照市場原則讓大股東去徵求，但不會有公務員和官員處理這件事。
上開兩則顯示林全在新政府上任後對台新彰銀案前後態度不一，為此他備受批判民進黨政府再度「髮夾彎」，不能堅守選前的立場。
2020年8月，蘇貞昌指示要讓台新不吃虧退場。但以財政部為首的公股陣營，持續宣稱台新金並沒有從投資彰銀中損失，無視於台新過去認列148億損失。

## 爭議

### 公權力施壓民間交付委託書
2014年彰銀召開股東臨時會改選董事，盛傳財政部與國稅局和券商要彰銀的股東名冊，關切持有彰銀股票的股東。甚至帶領國稅局官員親自拜訪，暗示不支持財政部就會查稅。股東只好被迫支持財政部。財政部公務員以公權力發動徵求委託書，有社論批判是球員兼裁判的行為。林全也表示曾有人批評政府官員直接介入、打電話施壓券商，要求民間委託書給財政部，但他無法證明真假，只能要求公權力不能直接介入經營權之爭，但是不代表公股不能爭彰銀經營權。

### 臨時更換股務代理
2017年1月23日，彰銀公股董事代表在董事會上同意元大證券提前請辭股務代理，並改為兆豐證券代替。被批評為其目的是為了在2017年的股東會上代為徵求股東委託書，以圍堵台新取得彰銀的經營權。圈內盛傳，元大證券暫時放下股務代理，讓林全所稱「公權力不介入彰銀經營權」的中立原則得以在表面維繫，兆豐金同時也將股務代理機構由原本的子公司兆豐證改成元大證，被質疑是為了讓元大證可以在彰銀經營權之爭替公股收委託書。
公股圈則私下認為，這是元大證和兆豐金為了配合公股中立的演出，將此齣戲碼稱為『「順」理成「彰」』。台新也就此事大動作聲明，批評公股代表視證券交易法於無物，意圖規避股務代理機構應中立的法令規定，把股務代理機構作為爭奪經營權的工具。同時也違反了林全所說的「公權力不介入彰銀經營權」，是規避法律的脫法手段，再一次讓政府誠信蕩然無存；彰銀則表示更換股務代理和董事選舉無關，純屬私法契約問題，以及更換股務代理機構不需涉及董事迴避事宜。

### 決議改選董事提前上任
2017年3月24日，彰銀董事會決議今年6月16日股東會改選的董事任期提前至當天上任，引發台新金董事代表不滿與反對，也認為違反公司治理，但彰銀則表示一切合法，無損第24屆董事權益。

### 財政部試圖影響司法獨立
2017年5月11日，台灣法學會發出聲明直批，財政部身為台新金民事訴訟當事人，卻利用政府優勢，以公帑等公共資源不斷發布新聞，試圖影響司法獨立。

### 行政院利用國家資源大舉買進彰銀股票
彰銀於6月19日舉行股東會及董監事改選，本次改選前彰化銀行公告主要股東名單（截至2020/4/21），前十大股東多為公股，公股總計持有34.34％，本次改選中華郵政約花90億買進彰銀，表示本次改選已超出財政部本身作為，而是行政院動用各部會資源投入彰銀改選。

## 評論
太盟投資集團董事長單偉建曾於華爾街日報針對此案發表專文「台灣經濟：莫要當傻瓜」，強調從外資眼光來看，台灣政府完全沒有金融政策，「到底台灣要公營化還是民營化？」台灣的政府不支持企業，且政策多變、言而無信，使台灣市場成了一個高政治風險的市場，難怪外資裹足不前。當初財政部白紙黑字承諾支持台新金整合彰化銀行，政府居然可以言而無信，非但不履行承諾，而且對於台新主導彰化銀行一事百般掣肘，和台新金明爭暗鬥，非要奪回控制權，「官與民鬥，無處講理」。
台大財金所所長黃達業教授則對此案表示，對政府公然背信損毀契約強佔民股權益一事極為痛心，「如果這不是政治力介入，那什麼才是政治力介入」呢? 此事影響外資信心，對台灣經濟打擊甚大。
網友紅布朗投書《自由時報》表示：『彰銀（2801）改選也是，財政部用近乎抄家滅族的手段，對付台新金，張盛和收委託書收得氣喘如牛，但至今金管會是作壁上觀，沒有參加財政部剿殺台新金的行列，甚至還說會提供台新金必要的金融協助。明眼的讀者看到這應該了然於胸，尤其是吳東亮，應知道要找誰討救兵了吧。財政部與金管會職掌重疊性高，首長因為業務扞格而心生嫌隙，所在多有，張盛和與曾銘宗都是官場高手，這幾場交手下來，底蘊內功盡現，讓我們後生晚輩大開眼界。』
公司法知名專家、台大法學院教授王文宇則在台灣法學基金會舉辦的企業併溝法律與政策研討會會後表示，他認為政府應該把彰銀經營權還給台新金比較好，但歸還又會輿論爭議，所以很麻煩。行政院長林全一方面保持中立要求財政部不能擔任彰銀董事改選，另一方面卻又擔心選輸會有輿論壓力，所以強調泛公股會出來徵求委託書，讓財政部保有經營權。他最後認為財政部把經營權給台新金並沒有不好，台新金想要合併，但這個目標無法達成，所以政府可能要和台新金協商，是不是有方案可以讓台新金願意退場，台新無法合併但是可以給台新其他好處。該問題如果在商業界不涉及官方並不會僵持如此之久，商業界只要再辦一次招標就可以了，可惜的是涉及官方遊戲規則不易制定，建議可找國外專業機構執行，但需顧及台灣的環境欠缺信任機制。
總統府資政吳榮義在座談會表示，民進黨執政後應該承認以前財政部的政策，且現任政府應該更積極執行此案，因為以前的決策者就是現任的行政院長，雖然現在有種種考慮，但不能因其他因素改變政府決策。更批評如果林全在監院的報告表示公文並非一次有效，為何政黨輪替卻又不履行契約？如果國民黨政府的政策是不履行契約，結果林全卻對彰銀案表示要尊重前朝，那不是很奇怪嗎？那要政黨輪替做什麼？最後更表示台新彰銀案沒有圖利爭議，台新是溢價買下股權，而且台新只有經營權沒有所有權，根本不構成問題。
財信傳媒董事長謝金河批評在台灣投資最大風險是政治，並舉例彰銀經營權爭議就是最顯著的例子，認為政府應該履行當初的承諾。他進一步解釋，政黨輪替後，當年拍板這個案子的的林全部長現在已經是院長，沒有藉口逃避，但沒想到2016年底，行政院卻表示僅財政部需保持中立，默許公股行庫收委託書，表面上捍衛國家利益，但實際利益都被操盤的國庫署退休官員與財稅幫拿走，因此認為蔡英文必須對此案檢有所決斷，不認帳就還錢了結，不要歹戲拖棚。
福邦創投董事長、台灣併購與私募股權協會理事長黃顯華表示，許多官股銀行因為政府持股比較高，經營管理高階主管都由政府派任，根本違背所謂的公司治理原則，所以政府以大肆收委託書方式，去跟民股爭奪經營權，根本是「帶頭做錯誤示範」。這代表台灣的銀行民營化只做一半，大多是不倫不類的官股銀行，政府基於財政收益目的，還是掌控了經營主導權，但實際經營績效卻遠輸於民營銀行。他建議，政府在保留適當比率的金融政策官股銀行角色之外，應基於金融國際化的目標釋股，而釋股民營化也不代表財團化，政府還是有金管會的嚴格管理，做好全民營化的可能。他也認為，彰銀屬於財部持股控制的公司，依法是有權利透過徵求委託書爭取經營權，但更重要的是應兼顧社會及民眾的觀感，政府處理這個事件的方式，可說已讓政府跟民間的信賴關係蕩然無存。他更呼籲政府「趕快處理這個國際笑話」。而長遠的解決之道，需朝修改公司法的方向，因為原本基於讓股東會可順利舉行的徵求委託書方式，早已被濫用來做為惡意爭奪經營權的工具，例如修法降低股東會開會出席股數至30％，或委託書僅具投票權不具選舉權等。
臺北商業大學副教授李禮仲從台新金控與彰銀的案子來看，前後經歷陳水扁、馬英九、蔡英文三屆總統，政策搖擺的情形，很明顯的已造成台新金的損害，政府要負相當的責任，政策的不確定性已影響到老百姓及企業權益。彰銀案其實就是回歸「依法行政」，這也就是說，必須依約行事，這才是最重要的精神，也是符合法律所講的權益。他更表示，彰銀的後續處理要越快越好，國外投資人也才知道政府的決心，也關乎後續外資能否進入台灣。對於公股提及「要捍衛公股權益」，回歸到法律存在的精神，並非是約束老百姓，反而是限制政府的權力無限擴張，民間的權益才是更需要法律捍衛的，政府竟說是要捍衛公股權益，這根本就是「倒因為果」。
眾博法律事務所主持律師許兆慶表示，政府透過公股加碼持股甚至徵求委託書方式將「民間企業」收歸變成「實質公營」機構，這種結果恐涉及人民財產權的侵害，不合法亦不合憲。從憲法學角度來看，國家作為公權力的主體，任何法律形式的行為皆不同於私人，必須確實以「公益」為取向，就是「行政之公益拘束性」原則，例如水、電、石油、公眾運輸及電信服務等公用事業。但像彰銀這個已經「民營化」多年的企業，本身也未被賦予任何公共政策或公益目的任務，財政部卻還是以公權力介入取得經營權，不具「公共目的」情況，不僅不合宜，更有違憲之虞。他呼籲政府應該「放手」，回歸公司治理，才是解決台新彰銀案的最好做法。而且從經驗顯示，沒看過國營效率好於民營，彰銀從1998年民營化之後到2005年，竟需要標特別案增資；在引進台新金的民間資金及經營效率後，展現目前的成果，全靠民間力量注入，現在卻要「公股掌控民營退出」，完全是錯誤的做法。
財政部長許虞哲在端午節媒體茶敘中引用並感謝風傳媒呂紹煒專欄，表示會捍衛公股權益。當日稍晚，蘋果日報就有律師陳子齊投書，批評財政部無視法院判決和學界意見，而且質疑財政部「2成股權拿83％普董席次並不合理」的法律見解有問題，「並非是台新金兩成股權拿下五席董事，而是台新金在財政部支持下拿下五席董事」；更批財政部不顧法院判決，僅憑一篇專欄護航自己行為，成為「媒體社論治國」。

## 退場
2020年保德信人壽宣布退出台灣市場，台新金控為取得其保險業務，以出清彰化銀行股權，作為標下保德信的資金，換取財政部的核准，結束長達15年的紛爭。